# Mioliće
Mioliće (serbisch-kyrillisch Миолиће, albanisch Mihaliq) ist ein Weiler mit etwa 65 Einwohnern in der Gemeinde Leposavić im Nordkosovo.

## Belege
1. ↑  Tim Bespyatov: Kosovo censuses. In: Population statistics of Eastern Europe. Abgerufen am 29. Mai 2023 (englisch).